# Жан Флоран де Вальєр
Жан Флоран де Вальєр (фр. Jean-Florent de Vallière; 1667–1759) — французький генерал-лейтенант в епоху Людовіка XV; член Французької академії.

## Біографія
Жан Флоран де Вальєр народився 7 вересня 1667 року в Парижі.

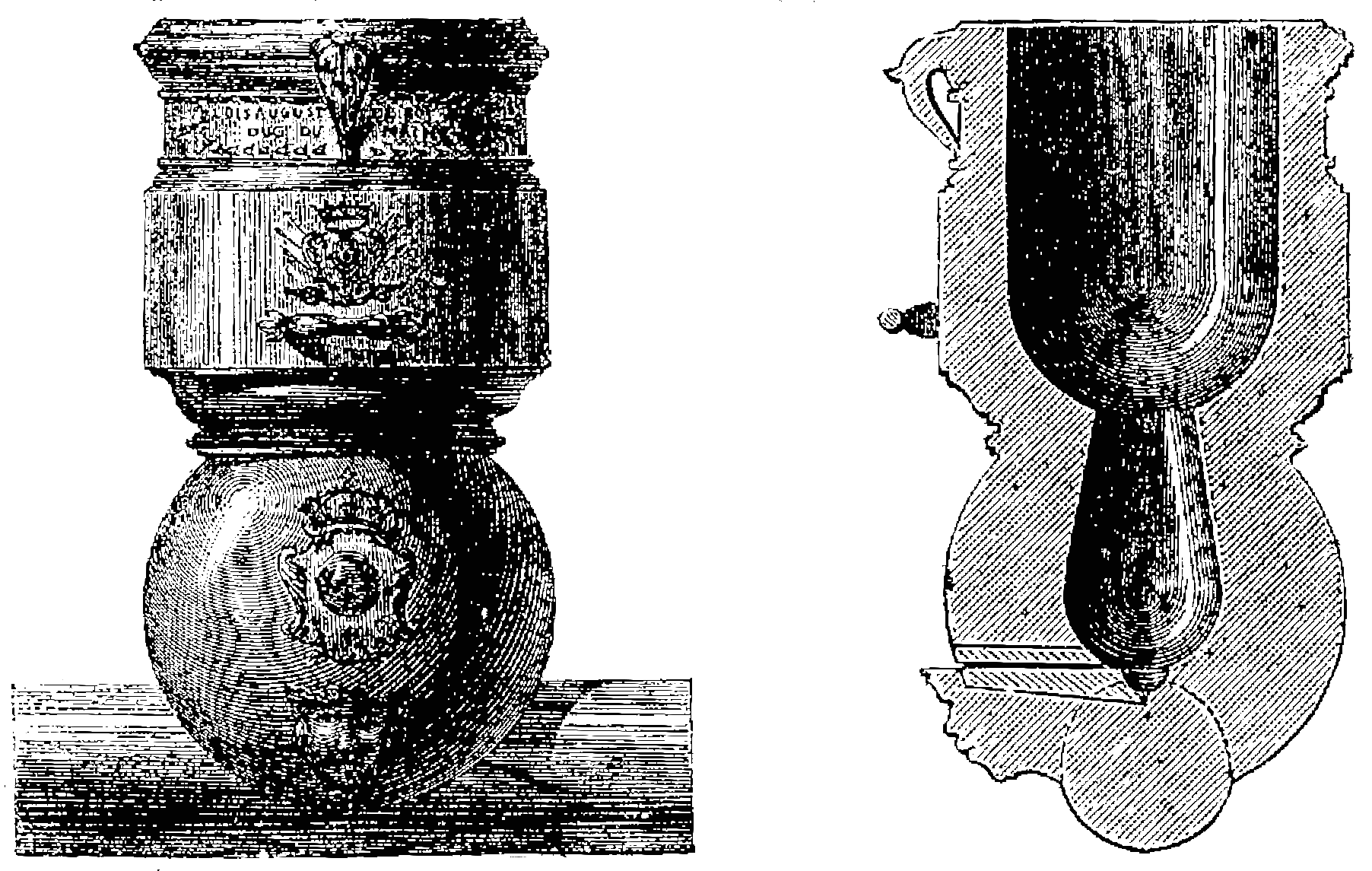
Мортира системи Вальєра

Почав службу кадетом у 1685 році; брав участь у шістдесяти облогах та 10 великих битвах. Командував артилерією при облозі Кенуа (1715), де з 34 гарматами за добу знищив 80 ворожих гармат; за що був зведений у бригадні генерали. Його винаходи в артилерії та мінуванні звернули на нього увагу, і він був призначений директором артилерійської школи, а в 1717 році — генерал-інспектором усієї французької артилерії.
Призначений головноуправляючим артилерією в 1719 році. Вальєр заклав міцні засади для доброї артилерійської освіти для офіцерів, а в 1732 році вперше увів у Франції уніфіковано систему артилерійських гармат, тобто точно визначив головні дані їх устрою, а також калібри, поділивши їх на п'ять, що отримала його ім'я. Система Вальєра відрізнялася міцністю, одноманітністю та простотою, але їй бракувало рухливості, внаслідок зайвої довжини та ваги гармат.
Брав участь у кампанії 1733 року; відзначився мистецтвом бою в Деттінгенській битві (27 червня 1743).
Жан Флоран де Вальєр помер 7 січня 1759 року.